# August Wilson
August Wilson, pseudônimo de Frederick August Kittel (Pittsburgh, Pensilvânia, 27 de abril de 1945 - Seattle, Washington, 2 de outubro de 2005) foi um dramaturgo estadunidense cujo trabalho incluiu uma série de dez peças de teatro, The Pittsburgh Cycle, pelo qual recebeu dois prêmios Pulitzer de Teatro. Cada um é definido em uma década diferente, representando os aspectos cômicos e trágicos da experiência dos Africano-Americanos, no século XX.

## Vida e obra
A avó materna de Wilson viajou da Carolina do Norte para a Pensilvânia, em busca de uma vida melhor. Wilson nasceu Frederick August Kittel, Jr. no Hill District, em Pittsburgh, Pensilvânia, o quarto de seis filhos de, um imigrante padeiro/pasteleiro dos Sudetos-alemães, Frederick August Kittel, Sr. e Daisy Wilson, uma faxineira africano-americana, da Carolina do Norte. A mãe de Wilson criou os filhos sozinha, até que ele tinha cinco anos, em um apartamento de dois quartos em cima de uma mercearia na 1727 Bedford Avenue, seu pai era ausente na maior parte de sua infância. Ele passaria a escrever sob o sobrenome de sua mãe. O bairro economicamente deprimido no qual ele foi criado era habitado predominantemente por negros norte-americanos e imigrantes judeus e italianos. A mãe de Wilson divorciou e se casou com David Bedford em 1950 e a família se mudou do Hill District para o então predominantemente branco bairro de classe operária de Hazelwood, onde se depararam com a hostilidade racial; tijolos foram jogados através de uma janela em sua nova casa. Eles logo foram forçados a sair de sua casa e se mudaram para outro lar.
Encontra-se sepultado no Greenwood Cemetery, em Sharpsburg (Pensilvânia). Na parte de trás da sua campa existe uma mensagem da sua viúva, Constanza Romero: “Augusto, Siempre Te Amaré Constanza”.

## Peças
- Recycle, 1973 (produzido em Pittsburgh, PA)
- Fullerton Street, 1980
- Black Bart and the Sacred Hills, 1977 (produzido em St. Paul, 1981)
- Jitney (1982)
- Ma Rainey's Black Bottom (1984)
- The Homecoming, 1989
- Fences (1987) - Prémio Pulitzer de Teatro[4]
- Joe Turner's Come and Gone (1984)
- The Coldest Day of the Year, 1989
- The Piano Lesson (1990) - Prémio Pulitzer de Teatro[4]
- Two Trains Running (1991)
- Seven Guitars (1995)
- King Hedley II (1999)
- How I Learned What I Learned (2002–03, Seattle)
- Gem of the Ocean (2003)
- Radio Golf (2005)